# Quadrant-Konferenz

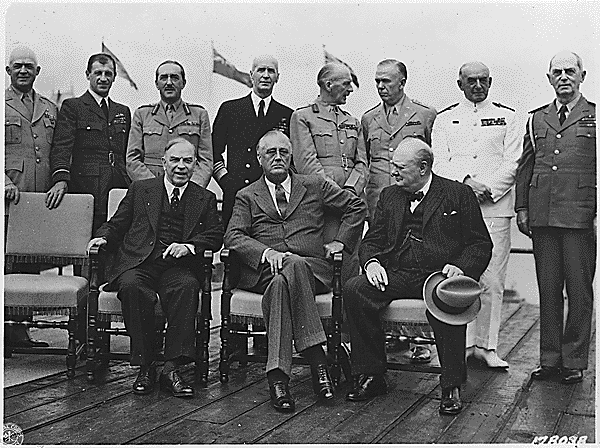
Gruppenfoto mit den wichtigsten militärischen Beratern, sitzend v. l. n. r.: William Lyon Mackenzie King, der amerikanische Präsident Franklin D. Roosevelt und Winston Churchill.

Die Erste Konferenz von Québec (Codename: Quadrant) war ein Zusammentreffen führender Alliierter während des Zweiten Weltkrieges. Sie fand vom 14. bis 24. August 1943 im kanadischen Québec, unter anderem in der Zitadelle und im Hotel Château Frontenac statt. Teilnehmer waren der britische Premierminister Winston Churchill und der amerikanische Präsident Franklin D. Roosevelt mit ihren Generalstabschefs. Gastgeber war der kanadische Premierminister William Lyon Mackenzie King.

## Ablauf und Inhalt
Bei den Besprechungen traten erneut die Meinungsverschiedenheiten zwischen Churchill und Roosevelt zu Tage. Zentrale Themen waren die Kapitulation Italiens, die Operation Overlord, der Burmafeldzug und die Besetzung des Südostasienkommandos.
Die Operation Overlord wurde gebilligt und der Chief of Staff to the Supreme Allied Commander (COSSAC), General Frederick E. Morgan, wurde beauftragt, einen detaillierten Plan zu entwerfen. Die Person des Oberbefehlshabers wurde noch nicht geklärt. Die Briten gingen davon aus, dass, nachdem General Dwight D. Eisenhower als Amerikaner die Operationen in Sizilien und Italien geführt hatte, nun ein Brite den Oberbefehl bekommen sollte. Churchill hatte deshalb General Brooke informiert, dass er der Oberbefehlshaber sei. Nachdem es im Verlauf des Jahres 1943 immer deutlicher wurde, dass die Amerikaner den Hauptteil an Truppen und Material stellten, forderten sie den Posten des Oberbefehlshabers. Churchill stimmte schließlich zu, auch um die Amerikaner stärker an den europäischen Kriegsschauplatz zu binden.
Weiterhin wurde das Verhalten gegenüber den Friedensangeboten Italiens diskutiert. Man einigte sich darauf, bei der Forderung nach bedingungsloser Kapitulation zu bleiben. Folgeoperationen für die gerade abgeschlossene Operation Husky wurden ebenfalls diskutiert, man einigte sich, das Projekt zur Invasion auf dem italienischen Festland fortzusetzen.
Ein Thema war ferner das britische Atomwaffenprogramm (Codewort Tube Alloys). In diesem Zusammenhang wurde das Québec Agreement unterzeichnet, laut dem die britischen und kanadischen Forscher von nun an am amerikanischen Manhattan-Projekt mitwirken sollten.
Ein weiteres Thema war die geplante Nutzung der Azoren für den Transport von Kriegsmaterial von den USA nach Großbritannien.

## Denkmal
Im Jahre 1998 wurde in der Stadt Québec ein Denkmal eingeweiht, das an diese erste Konferenz von 1943 sowie an die zweite Konferenz im September 1944 erinnern soll. Es zeigt den britischen Premierminister Winston Churchill und den amerikanischen Präsident Franklin D. Roosevelt, jeweils als Bronzebüste. Das Denkmal steht direkt hinter einem der Stadttore, die Porte Saint-Louis, die in die historische Altstadt hineinführt.